# Headda
Headda (auch Ceadda, † zwischen 770 und 777) war Bischof von Hereford in England. Er wurde zwischen 758 und 770 zum Bischof geweiht und trat sein Amt in diesem Zeitraum an. Er starb zwischen 770 und 777.